# Lycianthes speciosa
Lycianthes speciosa là loài thực vật có hoa trong họ Cà. Loài này được (Dunal) Lourteig mô tả khoa học đầu tiên năm 1913.